# Shōgo Tsukada
Shōgo Tsukada (japanisch 塚田 翔悟 Tsukada Shōgo; * 2. Mai 1993 in Yakushima, Präfektur Kagoshima) ist ein ehemaliger japanischer Fußballspieler.

## Karriere
Tsukada erlernte das Fußballspielen in den Schulmannschaften der Miyaura Secundary School, Miyaura Jr High School und der Kunimi High School sowie in der Universitätsmannschaft der Kyushu-Kyoritsu-Universität. Seinen ersten Vertrag unterschrieb er 2016 beim Kagoshima United FC. Der Verein aus Kagoshima spielte in der dritthöchsten Liga des Landes, der J3 League. Für den Verein absolvierte er drei Ligaspiele. Im Januar 2018 wechselte er zum Viertligisten Verspah Ōita. Für den Verein aus Yufu absolvierte er 45 Viertligaspiele.
Am 1. Februar 2021 beendete er seine Karriere als Fußballspieler.